# Wereldbeker BMX 2023
De wereldbeker BMX 2023 begon op 3 juni in de Turkse Sakarya en eindigde op 14 oktober in de Argentijnse stad Santiago del Estero. Voor de tweede keer vond er gelijktijdig aan de wedstrijden van de eliterijders een wereldbekerprogramma plaats voor beloften. De vijfde wedstrijd in het Franse Sarrians werd wegens slechts weer geannuleerd. Daarom bestond deze wereldbekercyclus uit negen wedstrijden.

## Mannen

### Elite

#### Uitslagen
| Datum             | Plaats              | Eerste                         | Tweede          | Derde           |
| ----------------- | ------------------- | ------------------------------ | --------------- | --------------- |
| 3 juni 2023       | Sakarya             | Romain Mahieu                  | Diego Arboleda  | Joris Daudet    |
| 4 juni 2023       | Sakarya             | Joris Daudet                   | Romain Mahieu   | Izaac Kennedy   |
| 24 juni 2023      | Papendal            | Romain Mahieu                  | Jérémy Rencurel | Diego Arboleda  |
| 25 juni 2023      | Papendal            | Joris Daudet                   | Sylvain André   | Mateo Carmona   |
| 23 september 2023 | Sarrians            | Geannuleerd wegens slecht weer |                 |                 |
| 24 september 2023 | Sarrians            | Joris Daudet                   | Sylvain André   | Jérémy Rencurel |
| 7 oktober 2023    | Santiago del Estero | Romain Mahieu                  | Joris Daudet    | Nicolás Torres  |
| 8 oktober 2023    | Santiago del Estero | Romain Mahieu                  | Cameron Wood    | Simon Marquart  |
| 13 oktober 2023   | Santiago del Estero | Cameron Wood                   | Romain Mahieu   | Bodi Turner     |
| 14 oktober 2023   | Santiago del Estero | Romain Mahieu                  | Niek Kimmann    | Quillan Isidore |

#### Eindstand
| #  | Atleet          | Land | Punten |
| -- | --------------- | ---- | ------ |
| 1  | Romain Mahieu   | FRA  | 3543   |
| 2  | Joris Daudet    | FRA  | 3094   |
| 3  | Diego Arboleda  | COL  | 2159   |
| 4  | Niek Kimmann    | NED  | 1763   |
| 5  | Simon Marquart  | SUI  | 1589   |
| 6  | Carlos Ramírez  | COL  | 1581   |
| 7  | Jérémy Rencurel | FRA  | 1522   |
| 8  | Sylvain André   | FRA  | 1464   |
| 9  | Mateo Carmona   | COL  | 1396   |
| 10 | Quillan Isidore | GBR  | 1363   |

### Beloften

#### Uitslagen
| Datum             | Plaats              | Eerste                         | Tweede          | Derde           |
| ----------------- | ------------------- | ------------------------------ | --------------- | --------------- |
| 3 juni 2023       | Sakarya             | Rico Bearman                   | Marek Neužil    | Filib Steiner   |
| 4 juni 2023       | Sakarya             | Rico Bearman                   | Hugo Marszalek  | Callum Russell  |
| 24 juni 2023      | Papendal            | Rico Bearman                   | Matéo Colsenet  | Tim Goosens     |
| 25 juni 2023      | Papendal            | Rico Bearman                   | Yuichi Masuda   | Casper Pipers   |
| 23 september 2023 | Sarrians            | Geannuleerd wegens slecht weer |                 |                 |
| 24 september 2023 | Sarrians            | Kip Stauffacher                | Matéo Colsenet  | Mathis Jacquet  |
| 7 oktober 2023    | Santiago del Estero | Thomas Maturano                | Rico Bearman    | Matéo Colsenet  |
| 8 oktober 2023    | Santiago del Estero | Matéo Colsenet                 | Thomas Maturano | Marek Neužil    |
| 13 oktober 2023   | Santiago del Estero | Rico Bearman                   | Tim Goosens     | Thomas Maturano |
| 14 oktober 2023   | Santiago del Estero | Rico Bearman                   | Matéo Colsenet  | Tim Goosens     |

#### Eindstand
| #  | Atleet           | Land | Punten |
| -- | ---------------- | ---- | ------ |
| 1  | Rico Bearman     | NZL  | 1288   |
| 2  | Matéo Colsenet   | FRA  | 956    |
| 3  | Thomas Maturano  | ARG  | 599    |
| 4  | Tim Goossens     | NED  | 583    |
| 5  | Callum Russell   | GBR  | 494    |
| 6  | Casper Pipers    | CHI  | 485    |
| 7  | Hugo Marszalek   | FRA  | 482    |
| 8  | Marco Radaelli   | ITA  | 447    |
| 9  | Marek Neuzil     | CZE  | 416    |
| 10 | Federico Capello | ARG  | 390    |

## Vrouwen

### Elite

#### Uitslagen
| Datum             | Plaats              | Eerste                         | Tweede           | Derde            |
| ----------------- | ------------------- | ------------------------------ | ---------------- | ---------------- |
| 3 juni 2023       | Sakarya             | Bethany Shriever               | Zoé Claessens    | Alise Willoughby |
| 4 juni 2023       | Sakarya             | Bethany Shriever               | Alise Willoughby | Laura Smulders   |
| 24 juni 2023      | Papendal            | Saya Sakakibara                | Laura Smulders   | Merel Smulders   |
| 25 juni 2023      | Papendal            | Bethany Shriever               | Saya Sakakibara  | Alise Willoughby |
| 23 september 2023 | Sarrians            | Geannuleerd wegens slecht weer |                  |                  |
| 24 september 2023 | Sarrians            | Saya Sakakibara                | Zoé Claessens    | Merel Smulders   |
| 7 oktober 2023    | Santiago del Estero | Bethany Shriever               | Saya Sakakibara  | Felicia Stancil  |
| 8 oktober 2023    | Santiago del Estero | Saya Sakakibara                | Bethany Shriever | Axelle Étienne   |
| 13 oktober 2023   | Santiago del Estero | Saya Sakakibara                | Laura Smulders   | Felicia Stancil  |
| 14 oktober 2023   | Santiago del Estero | Saya Sakakibara                | Merel Smulders   | Alise Willoughby |

#### Eindstand
| #  | Atleet           | Land | Punten |
| -- | ---------------- | ---- | ------ |
| 1  | Saya Sakakibara  | AUS  | 3755   |
| 2  | Bethany Shriever | GBR  | 3044   |
| 3  | Laura Smulders   | NED  | 2608   |
| 4  | Alise Willoughby | USA  | 2480   |
| 5  | Merel Smulders   | NED  | 2334   |
| 6  | Zoé Claessens    | SUI  | 2035   |
| 7  | Molly Simpson    | CAN  | 1914   |
| 8  | Felicia Stancil  | USA  | 1771   |
| 9  | Mariana Pajón    | COL  | 1764   |
| 10 | Gabriela Bolle   | COL  | 1328   |

### Beloften

#### Uitslagen
| Datum             | Plaats              | Eerste                         | Tweede                       | Derde             |
| ----------------- | ------------------- | ------------------------------ | ---------------------------- | ----------------- |
| 3 juni 2023       | Sakarya             | Tessa Martinez                 | Zoé Hapka                    | Michelle Wissing  |
| 4 juni 2023       | Sakarya             | Tessa Martinez                 | Francesca Cingolani Ferreira | Mckenzie Gayheart |
| 24 juni 2023      | Papendal            | Veronika Stūriška              | Tessa Martinez               | Megan Williams    |
| 25 juni 2023      | Papendal            | Veronika Stūriška              | Tessa Martinez               | Aiko Gommers      |
| 23 september 2023 | Sarrians            | Geannuleerd wegens slecht weer |                              |                   |
| 24 september 2023 | Sarrians            | Michelle Wissing               | Renske van Santvoort         | Aiko Gommers      |
| 7 oktober 2023    | Santiago del Estero | Ava Corley                     | Veronika Stūriška            | Emily Hutt        |
| 8 oktober 2023    | Santiago del Estero | Tessa Martinez                 | Isabell May                  | Mckenzie Gayheart |
| 13 oktober 2023   | Santiago del Estero | Ava Corley                     | Sharid Fayad                 | Aiko Gommers      |
| 14 oktober 2023   | Santiago del Estero | Ava Corley                     | Sharid Fayad                 | Mariana Agudelo   |

#### Eindstand
| #  | Atleet            | Land | Punten |
| -- | ----------------- | ---- | ------ |
| 1  | Tessa Martinez    | FRA  | 976    |
| 2  | Veronika Stūriška | LAT  | 862    |
| 3  | Ava Corley        | USA  | 787    |
| 4  | Michelle Wissing  | NED  | 649    |
| 5  | Sharid Fayad      | COL  | 640    |
| 6  | Emily Hutt        | GBR  | 614    |
| 7  | Aiko Gommers      | BEL  | 588    |
| 8  | Megan Williams    | NZL  | 584    |
| 9  | Mckenzie Gayheart | USA  | 548    |
| 10 | Valerie Vossen    | BEL  | 412    |

2003 ·
2004 ·
2005 ·
2006 ·
2007 ·
2008 ·
2009 ·
2010 ·
2011 ·
2012 ·
2013 ·
2014 ·
2015 ·
2016 ·
2017 ·
2018 ·
2019 ·
2020 ·
2021 ·
2022 ·
2023 ·
2024